# Колонія
Коло́нія (лат. colonia — поселення) — поселення громадян поза межами своєї країни; територія чи країна, що позбавлена незалежності та знаходиться під владою іншої держави (метрополії).
1. В стародавньому світі — поселення громадян якоїсь держави на території загарбаної країни.
2. Територія або країна, що перебуває під владою іноземної держави, позбавлена політичної та економічної незалежності. Управляється на основі спеціального режиму.
3. Сукупність осіб якоїсь національності, що живуть спільно в іншій країні або в іноземному місті.